# Седляцка Дубова
Седляцка Дубова́ (словац. Sedliacka Dubová) — село в окрузі Дольни Кубін Жилінського краю Словаччини. Площа села 11,65 км². Станом на 31 грудня 2015 року в селі проживало 517 жителів.

## Географія
Протікають Дубовий потік і Хлебницький потік.

## Історія
Перші згадки про село датуються 1393 роком.

## Населення
| Рік:            | 1994. | 2004.   | 2014.   | 2024.   |
| --------------- | ----- | ------- | ------- | ------- |
| Кількість осіб: | 506   | 504     | 516     | 536     |
| Різниця:        |       | -0,39 % | +2,38 % | +3,87 % |

| Рік:            | 2023. | 2024.   |
| --------------- | ----- | ------- |
| Кількість осіб: | 533   | 536     |
| Різниця:        |       | +0,56 % |